# Municipio de Orange (condado de Carroll)
El municipio de Orange (en inglés: Orange Township) es un municipio ubicado en el condado de Carroll en el estado estadounidense de Ohio. En el año 2010 tenía una población de 1339 habitantes y una densidad poblacional de 18,94 personas por km².

## Geografía
El municipio de Orange se encuentra ubicado en las coordenadas 40°28′9″N 81°12′43″O / 40.46917, -81.21194. Según la Oficina del Censo de los Estados Unidos, el municipio tiene una superficie total de 70.68 km², de la cual 67,86 km² corresponden a tierra firme y (3,99 %) 2,82 km² es agua.

## Demografía
Según el censo de 2010, había 1339 personas residiendo en el municipio de Orange. La densidad de población era de 18,94 hab./km². De los 1339 habitantes, el municipio de Orange estaba compuesto por el 99,03 % blancos, el 0,3 % eran amerindios, el 0,07 % eran de otras razas y el 0,6 % eran de una mezcla de razas. Del total de la población el 0,15 % eran hispanos o latinos de cualquier raza.